# Бригада Маяковского
Бригада по изучению и пропаганде творчества Владимира Маяковского — социокультурный проект по вовлечению молодёжи в творческие практики сохранения исторической памяти о жизни великого русского поэта В. В. Маяковского и популяризации его наследия.

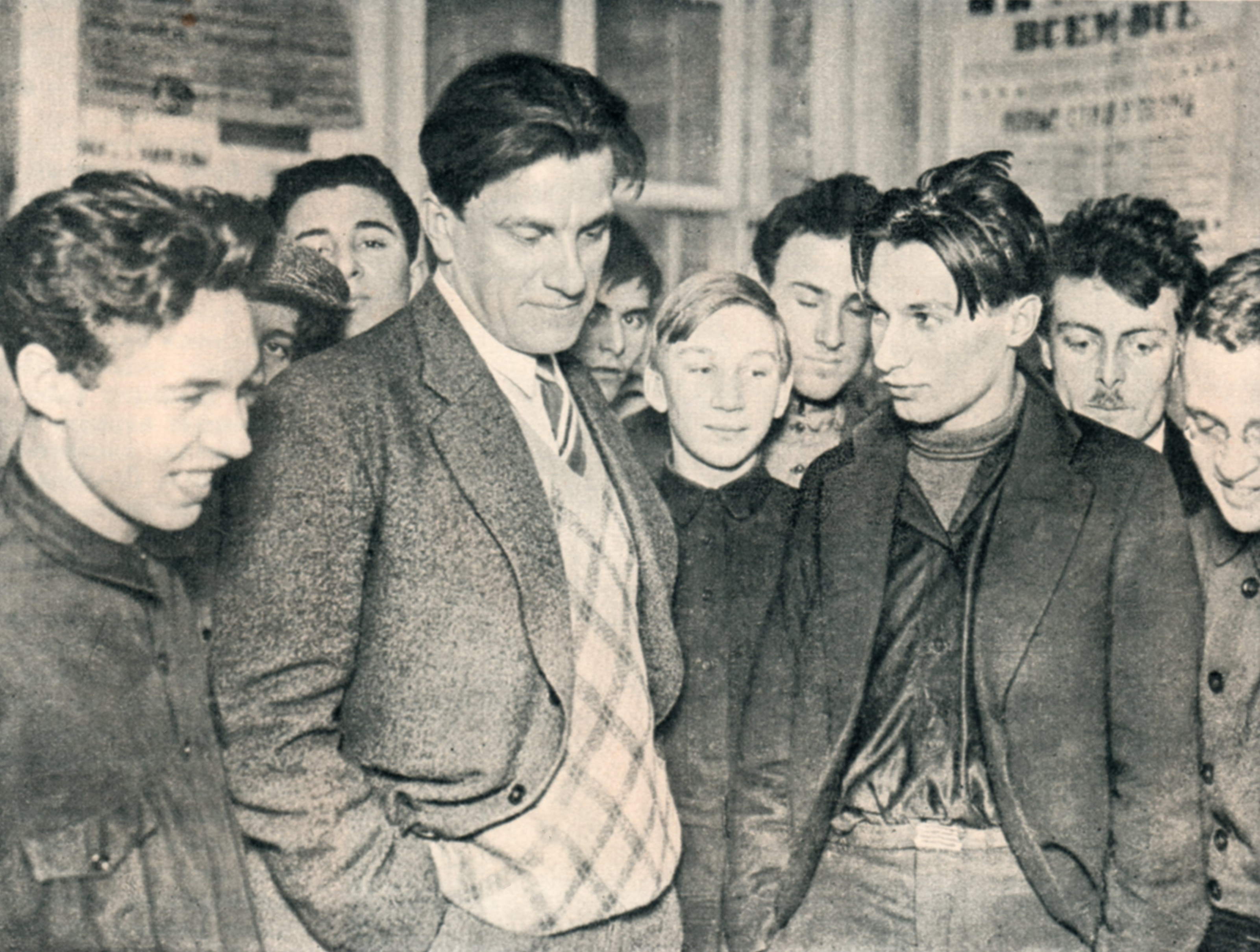
Выставка «20 лет работы»

Бригада Маяковского возникла в начале 1930 года, когда Маяковский создал и открыл свою юбилейную выставку «20 лет работы». На эту выставку пришли молодые, горячие, влюблённые в творчество Маяковского люди. Они организовали Бригаду Маяковского, которая существует до сих пор.
Бригада занимается постановкой спектаклей и выступлениями с чтением стихов Маяковского, а также организацией конкурсов чтецов произведений поэта, созданием иллюстраций и плакатов к произведениям Маяковского.

## Известные участники
- Гринберг Савелий Соломонович — советский, затем израильский поэт и переводчик, мастер палиндрома
- Бромберг Артемий Григорьевич — литератор, музейный работник
- Кручёных Алексей Елисеевич — русский поэт-футурист, художник, издатель, коллекционер, теоретик стиха, критик, журналист
- Симкин Яков Львович — советский художник, график, член Союза художников СССР
- Агранович Евгений Данилович — советский и российский кинодраматург, сценарист, поэт, прозаик, бард, художник
- Безыменский Александр Ильич — русский советский поэт, сценарист и редактор, журналист
- Дувакин Виктор Дмитриевич — русский советский литературовед, филолог, архивист, педагог
- Асеев Николай Николаевич — русский советский поэт, переводчик и сценарист, деятель русского футуризма
- Маяковская Людмила Владимировна — художник по ткани, педагог, изобретатель, член Союза художников СССР (1961), заслуженный работник культуры РСФСР
- Евтушенко Евгений Александрович — русский поэт. Получил известность также как прозаик, режиссёр, сценарист, публицист, чтец-оратор и актёр
- Юдина Мария Вениаминовна — советская пианистка
- Гольдштейн Павел Юльевич — педагог, литератор, философ
- Брик Осип Максимович — русский и советский писатель, литературный критик, сценарист и стиховед, адвокат, один из теоретиков русского авангарда
- Андреева Нелли Вильямовна — филолог, педагог художественного творчества, литератор